# كليفورد باتريك أوسوليفان
كليفورد باتريك أوسوليفان (بالإنجليزية: Clifford Patrick O'Sullivan)‏ هو محامي وقاضي أمريكي، ولد في 8 ديسمبر 1897 في شيكاغو في الولايات المتحدة، وتوفي في 7 أكتوبر 1975.